# Den jydske Haandværkerskole
Den Jyske Håndværkerskole (fork. DJH) er en teknisk skole beliggende i Hadsten. På årsbasis har skolen omkring 5.135 elever, hvoraf 2.941 er elever på enten EUD eller EUX. Skolen beskæftiger ca. 170 ansatte og omsætter årligt for 123 mio. kr.
Skolen blev grundlagt i 1928, efter at være blevet udskilt fra Hadsten Højskole. Den jydske Haandværkerskole er i lighed med andre tekniske skoler i dag en selvejende institution. Dertil kommer kurser indenfor efter- og videreuddannelse, hvor der er etableret et kursushotel.

## Historie

### Fri- og fortsættelsesskole
Efter at jernbanen kom til Hadsten i 1862, var der et stigende indbyggertal i byen. Derfor voksede behovet for en skole. På dette tidspunkt kunne kommunen opfylde dette ønske, så borgerne måtte selv tage hånd om sagen. I 1873 etableres en håndværkerforening, som skulle ligge grund til den private friskole der åbnede i 1875. Skoledriften voldte dog foreningen en del problemer gennem de første år, idet der indtil foreningen solgte skolen i 1878 havde været tre forskellige overlærer.
Galten-Vissing Kommune åbnede i 1880 den kommunale Vinterslev Skole, hvilket betød en stor aflastning for den private skole. Den nye ejer, R.A. Lauritsen, gav skolen betegnelsen "Fortsættelsesskole" i 1883, og opnåede derved statstilskud som en højskole. Det betegnes som starten på Hadsten Højskole.

### Højskole
Da skolen i 1883 opnåede status som folkehøjskole, selvom skolen i den første periode ikke virkede som højskole. Først da Jes Fester Buhl køber skolen i 1891, og omdøbes til Hadsten Ungdomsskole, starter reelt virket som højskole. Skolen sælges i 1897 H.C. Nielsen-Svinning, der allerede året efter i 1898 opretter en håndværkerafdeling, med Broder Nissen som leder. Højskolen sælges i 1907 til H.J. Vedde som sammen med den nye leder af håndværkerafdelingen, Jørgen Jensen, der kom til efter af Broder Nissen blev forstander på Vivild Højskole, opførte den kommende håndværkerskole i 1922. Den nye bygning havde 19 elevværelser med plads til 75 elever. Fra 1925 driver Jørgen Jensen håndværkerskolen selvstændigt, selvom den stadig er bundet til højskolen. I 1928 oprettes "Den Jydske Haandværkerskole" med Jørgen Jensen som forstander. Dermed er skolen nu totalt udskilt fra højskolen.

### Haandværkerskole
I 1954 opføres bygninger på Østergade, der i dag er ombygget til ejerlejligheder, som skulle huse den hastigt voksende skole. Skolen havde den 1. november 1944 fået en ny forstander, der var tidligere lærer Peter Thommesen. Efterhånden var der blevet brug for mere plads, og skolen købte i starten af 1960'erne en stor grund nord for byen. Her opføres i 1964 den første del, af det som vi i dag kender som "Den Jydske Haandværkerskole". Skolen arbejder i dag videre med konceptet fra højskolentiden, hvor elever kan få mulighed for at bo på skolen under uddannelsen. Det såkaldte skolehjem har 460 sengepladser.
Skolen forsøgte i august 2007 med etablering af en HTX-uddannelse i samarbejde med Favrskov Gymnasium. Projektet blev dog udskudt til skolestart 2008, da kun 11 ansøgere havde vist interesse for uddannelsen.

### Campus Hadsten
I 2003 etablerede skolen et Teknisk Akademi, og i den forbindelse skænkede daværende Hadsten Kommune et torv, som skulle forbinde skolen bedre på tværs af Ellemosevej. Dette blev forstadiet til det, som skolen i dag kalder for "Campus Hadsten". Campussen er etableret ud fra den amerikanske Campus-model, hvor eleverne skal kunne kombinere fritidsaktiviteter på samme område.

### EUX-uddannelse
Fra den 13. august 2013 tilbød skolen for første gang EUX-uddannelse, som en kombineret gymnasial og erhvervsrettet uddannelse. I dag tilbyder skolen EUX i tre retninger: Plastmager, tømrer og elektriker.

### Navneskift
I vinteren 2023 fornyede DJH sit navn i forbindelse med en opdatering af skolen visuelle identitet, således at skolens navn nu staves på nudansk. Dermed ændrede skolen sit navn fra Den jydske Haandværkerskole til Den Jyske Håndværkerskole.

## Uddannelser

### Erhvervsuddannelser

#### Grundforløb
- Strøm, styring og it
- Produktion og udvikling
- Bygge og anlæg

#### Hovedforløb
- Elektriker
- Plastmager, plastspecialist
- Køletekniker
- Træfagenes byggeuddannelse (tømrer og tækkemand)